# Susanne Yelin
Susanne F. Yelin (* April 1968 in Stuttgart) ist eine theoretische Physikerin, die auf dem Gebiet der  Quantenoptik forscht und insbesondere für ihre Arbeiten über kohärente Phänomene in der Wechselwirkung von Licht und Atomen bekannt ist. Sie ist Professorin für Physik an der University of Connecticut und an der Harvard University und stellvertretende Direktorin des Max Planck/Harvard Research Center for Quantum Optics.

## Ausbildung und Laufbahn
Nach dem Studium der Physik an der Universität Stuttgart (Diplom 1994) ging Yelin an die Ludwig-Maximilians-Universität München, wo sie unter der Anleitung von Axel Schenzle arbeitete und 1998 mit einer Dissertation mit dem Titel „Atomare Kohärenzen in dichten Gasen“ promoviert wurde. Während ihrer Promotion war sie längere Zeit mit einem Stipendium des DAAD an der Texas A&M University bei Marlan Scully.
Anschließend ging Yelin als Postdoktorandin ans Massachusetts Institute of Technology und danach ans Institute for Theoretical Atomic, Molecular, and Optical Physics (ITAMP) am Harvard–Smithsonian Center for Astrophysics und war zeitweise auch als Forscherin in der Solid State Scientific Corporation tätig. 2002 wurde sie Professorin an der University of Connecticut (bis 2008 assistant professor, dann bis 2013 associate professor, seither professor). Sie ist weiterhin research affiliate des ITAMP und seit 2010 Senior Research Fellow des Physikdepartments der Harvard University und derzeit auch professor in residence in Harvard.

## Wissenschaftliche Arbeit
Yelin hat Beiträge zu zahlreichen Teilgebieten der Quantenoptik geleistet, insbesondere zu den Effekten und Anwendungen der kohärenten Wechselwirkung von Licht und Materie. Ihre Arbeiten beschäftigen sich unter anderem mit Lasing, Superradianz von Rydberg-Atomen, und nichtlinearer Optik in Systemen mit elektromagnetisch induzierter Transparenz.
Zu ihren meistzitierten Arbeiten gehören Artikel über die kohärente Speicherung von Licht in kalten atomaren Ensembles sowie ein Vorschlag zur Realisierung eines Quantencomputers mit kalten polaren Molekülen.
Arbeiten aus jüngerer Zeit behandeln die Wechselwirkung von Licht mit zweidimensionalen Anordnungen von Atomen.
Seit 2015 ist sie Mitherausgeberin der Reihe Advances in Atomic, Molecular, and Optical Physics.

## Preise und Auszeichnungen
Yelin war Stipendiatin der Studienstiftung des deutschen Volkes (1991–1995 und 1997–1998).
Sie wurde 2013 für Beiträge zur Theorie der Kohärenz von Superradianz bis zu ultra-kalten Molekülen mit dem  Willis E. Lamb Award ausgezeichnet.
2017 wurde sie Fellow der American Physical Society (APS).

## Publikationen (Auswahl)
- Susanne Yelin: Atomare Kohärenzen in dichten Gasen. Utz Verlag, 1998 (Dissertation an der LMU).
- MD Lukin, SF Yelin, M Fleischhauer, MO Scully: Quantum interference effects induced by interacting dark resonances. In: Phys. Rev. A. Band 60, Nr. 4, 1999, S. 3225, doi:10.1103/PhysRevA.60.3225.
- MD Lukin, SF Yelin, M Fleischhauer: Entanglement of atomic ensembles by trapping correlated photon states. In: Phys. Rev. Lett. Band 84, Nr. 18, 2000, S. 4232, doi:10.1103/PhysRevLett.84.4232, arxiv:quant-ph/9912046.
- M Fleischhauer, SF Yelin, MD Lukin: How to trap photons? Storing single-photon quantum states in collective atomic excitations. In: Optics communications. Band 179, Nr. 1-6, 2000, S. 395–410, doi:10.1016/S0030-4018(99)00679-3, arxiv:quant-ph/9912022.
- SF Yelin, K Kirby, R Côté: Schemes for robust quantum computation with polar molecules. In: Phys. Rev. A. Band 74, Nr. 5, 2006, S. 050301, doi:10.1103/PhysRevA.74.050301, arxiv:quant-ph/0602030.
- J Kästel, M Fleischhauer, SF Yelin, RL Walsworth: Tunable negative refraction without absorption via electromagnetically induced chirality. In: Phys. Rev. Lett. Band 99, Nr. 7, 2007, S. 073602, doi:10.1103/PhysRevLett.99.073602, arxiv:quant-ph/0702234.
- EM Kessler, G Giedke, A Imamoglu, SF Yelin, MD Lukin, JI Cirac: Dissipative phase transition in a central spin system. In: Phys Rev. A. Band 86, Nr. 1, 2012, S. 012116, doi:10.1103/PhysRevA.86.012116, arxiv:1205.3341.
- E Shahmoon, DS Wild, MD Lukin, SF Yelin: Cooperative resonances in light scattering from two-dimensional atomic arrays. In: Phys. Rev. Lett. Band 118, Nr. 11, 2017, S. 113601, doi:10.1103/PhysRevLett.118.113601, arxiv:1610.00138.
- J Perczel, J Borregaard, DE Chang, H Pichler, SF Yelin, P Zoller, MD Lukin: Topological quantum optics in two-dimensional atomic arrays. In: Phys. Rev. Lett. Band 119, Nr. 2, 2017, S. 023603, doi:10.1103/PhysRevLett.119.023603, arxiv:1703.04849.